# Armando Araiza
Armando Araiza Herrera (ur. 1 września 1969 w Meksyku) – meksykański aktor filmowy i telewizyjny.

## Biogram
Przyszedł na świat w Meksyku jako drugi syn reżysera Raúla Araizy i aktorki Normy Herrery, ma starszego brata aktora Raúla (ur. 14 listopada 1964).
Po raz pierwszy wystąpił na szklanym ekranie w wieku czternastu lat w roli Juanito w telenoweli Przekleństwo (El Maleficio, 1983), za którą rok później otrzymał nagrodę TVyNovelas. Za postać Chato w telenoweli Piętnaście lat (Quinceañera, 1987) po raz drugi odebrał nagrodę TVyNovelas.

## Filmografia

### filmy fabularne
- 1987: Asy z narkotykami (Ases del contrabando)
- 1987: Lamberto Quintero jako strzelec
- 1988: Itara, opiekun śmierci (Itara, el guardian de la muerte)
- 1990: Więcej serca niż nienawiści (Más corazón que odio)
- 1990: Tragiczny piątek (Viernes tragico)
- 1990: W nocy (Dentro de la noche)
- 1991: Orgia krwi (Orgia de sangre)
- 1991: Dla osób niepełnosprawnych (El silla de ruedas)
- 1991: Kochać się z innym (Hacer el amor con otro)
- 1991: Chicago, dzika banda (Chicago, pandillas salvajes) jako Armando Vargas
- 1991: Chicago, dzika banda II (Chicago, pandillas salvajes II) jako Armando Vargas
- 1991: Dwa szalone kłopoty (Dos locos en aprietos)
- 1993: Aż do śmierci (En espera de la muerte)
- 1993: Bohater jednej akcji (Johnny One Hundred Pesos) jako Johnny García
- 1993: Przemyt szmaragdów (Contrabando de esmeraldas)
- 1993: Marzenia i rzeczywistość (Sueño y realidad)
- 1994: Wózek inwalidzki 3 (El silla de ruedas 3 (Tienes que morii))
- 1994: Miłość zabija (Amor que mata)
- 1995: Ziemniaki bez ketchupu (Una papa sin catsup)
- 1996: Trzy minuty w ciemności (Tres minutos en la oscuridad)
- 1996: Podwójne ubezpieczenie (Doble indemnización) jako złodziej #1
- 1998: Morderca taksówek (Taxi asesino)
- 1998: Siódmy zamach (El septimo asalto)
- 1998: Wyścig niepokornych (Raza indomable)
- 1999: Yuri, moja prawdziwa historia (Yuri mi verdadera historia)
- 1999: Zabójstwo za zdradę (Asesinato por traición)
- 2000: HIV: Ściana milczenia (V.I.H.: El muro del silencio)
- 2000: Nasiono ognia (Semilla de odio) jako Fabián
- 2003: W nocy z trojanami (La noche de los Troyanos)

### telenowele
- 1983: Przekleństwo (El Maleficio) jako Juanito
- 1990: Twarz w mojej przeszłości (Un rostro en mi pasado) jako Roberto Estrada
- 1994: Lot orła (El vuelo del águila) jako Bolero
- 1995: María José jako Mateo
- 1996: Błękit (Azul) jako Enrique Valverde
- 1996: Spalania palnika (La antorcha encendida) jako Martín García Carrasquero
- 1997: Płonąca pochodnia (La Antorcha encendida) jako Carrasquero
- 1999: Trzy kobiety (Tres mujeres) jako Santiago Uriarte
- 2001: Dziewiąte przykazanie (El noveno mandamiento) jako Leandro Villanueva
- 2002: Więc są one (Así son ellas) jako Narcisco Villaseñora Molet
- 2005: Na przekór wszystkiemu (Contra viento y marea) jako Imanol Balmaceda Sandoval
- 2007: Ostatnia godzina (Tiempo final) jako Castro
- 2009: Mój grzech (Mi Pecado) jako Carmelo Roura Valdivia
- 2010: Pełna miłość (Llena de amor) jako Brandon Moreno Cervantes
- 2012 : Otchłań namiętności (Abismo de pasion) jako Horacio Ramírez